# Cúp bóng đá Estonia 2009–10
 Cúp bóng đá Estonia 2009–10 là mùa giải thứ 20 của giải đấu bóng đá loại trực tiếp ở Estonia tổ chức bởi Hiệp hội bóng đá Estonia. Đội đoạt cúp giành quyền tham gia vòng loại thứ hai của UEFA Europa League 2010–11. Đương kim vô địch là Flora Tallinn.

## Đội bóng tham gia
- A&A Kinnisvara
- aaMeraaS
- Ajax Lasnamäe
- Alko
- Aspen
- Atletik
- Atli ·  2
- EBS
- Elva ·  2
- Esteve
- Eston Villa
- Fauna
- Flora Järva-Jaani
- Flora Rakvere
- Flora Tallinn ·  2
- Ganvix
- Guwalda
- Haiba
- Hansa Utd
- HansaNet.ee
- HaServ
- Hell Hunt
- Igiliikur
- Jalgpallihaigla
- Kadakas
- Kaitseliit ·  2
- Kalju ·  2 ·  3
- Keskerakond ·  2
- Kristiine
- Koeru
- Kose
- Kotkad
- Kuressaare ·  2 ·  3
- Legion
- Levadia
- Lootos
- Lootus
- Maaülikool
- Metec
- Metropool
- Navi
- Nõmme Utd
- Noorus 96
- Olympic
- Orbiit
- Otepää
- Paide ·  2
- Piraaja
- Premium ·  2
- Püsivus
- Quattromed
- Rada ·  2
- Reaal
- Reliikvia
- Saue
- Sillamäe Kalev ·  2
- Soccernet
- Tabasalu ·  2
- Tabivere
- Tallinna Kalev
- Tamme Auto ·  2
- Tammeka ·  2
- Tapa
- Toompea ·  2
- Trans
- Tulevik ·  2
- Twister
- Velldoris
- Võru
- Warrior

## Vòng 1/64
| Ngày thi đấu                                                                       | Đội nhà                | Tỉ số           | Đội khách                      |
| ---------------------------------------------------------------------------------- | ---------------------- | --------------- | ------------------------------ |
| —‡                                                                                 | Tamme Auto Kiviõli II  | đi tiếp         | JK Nõmme Kalju III             |
| Jul 4                                                                              | Tartu Ülikool Fauna    | 3–1 (h.p.)      | Tabasalu Palliklubi II         |
| Jul 17                                                                             | JK Alti Rapla          | 0–0 (4–5 ph.đ.) | JK Kotkad Tallinn              |
| Jul 21                                                                             | JK Alko Kohtla-Järve   | đi tiếp         | JK Kaitseliit Kalev Tallinn II |
| Jul 21                                                                             | FC Tabivere            | 0–19            | JK Sillamäe Kalev              |
| Jul 21                                                                             | JK Nõmme Kalju         | 10–0            | JK Kadakas Kernu               |
| Jul 21                                                                             | JK Viljandi Tulevik    | 3–1             | HaServ Tartu                   |
| Jul 21                                                                             | FC Metropool Pärnu     | 0–5             | FC Narva Trans                 |
| Jul 21                                                                             | Võru JK                | 2–1 (h.p.)      | JK Tammeka Tartu II            |
| Jul 22                                                                             | FC Flora Rakvere       | 9–1             | SK Tapa                        |
| Jul 22                                                                             | Tallinna JK Legion     | 0–2 (h.p.)      | Paide Linnameeskond            |
| Jul 22                                                                             | Pirita Reliikvia       | đi tiếp         | FC Ajax Lasnamäe               |
| Jul 22                                                                             | FC Warrior Valga       | 3–0             | FC EBS Team Tallinn            |
| Jul 22                                                                             | FC Kose                | 3–2 (h.p.)      | Kumake Paide                   |
| Jul 22                                                                             | FC Reaal Tallinn       | 0–17            | FC Lootus Kohtla-Järve         |
| Jul 22                                                                             | JK Jalgpallihaigla     | 0–0 (4–5 ph.đ.) | FC Haiba                       |
| Jul 22                                                                             | JK Ganvix Türi         | 6–0             | FC Hansa United Tallinn        |
| Jul 22                                                                             | JK Alti Rapla II       | 0–12            | JK Sörve                       |
| Jul 22                                                                             | SK 10 Premium Tartu    | 2–3             | JK Kalev Sillamäe II           |
| Jul 22                                                                             | JK Tulevik Viljandi II | 3–1             | JK Kaitseliit Kalev Tallinn    |
| Jul 29                                                                             | Saue JK                | 1–2             | FC Atletik Tallinn             |
| Jul 29                                                                             | SK 10 Premium Tartu II | 1–3             | FC Igiliikur Viimsi            |
| Jul 29                                                                             | WC Guwalda Pärnu       | 1–6             | JK Nõmme Kalju II              |
| Jul 29                                                                             | SK EMÜ Tartu           | 3–2             | Saaremaa JK                    |
| ‡ Tamme Auto Kiviõli II withdrew from the competition before the dates were drawn. |                        |                 |                                |

### Đội miễn đấu
Levadia, Flora II, Otepää, Noorus 96, Esteve, Olympic, Hell Hunt, Keskerakond, Toompea, Quattromed, Metec, Püsivus, Keskerakond II, Kalev Tallinn, Piraaja, Twister, Tammeka, Flora, aameraaS, Aspen, Toompea 1994, Soccernet, Eston Villa, Kuressaare, Elva II, HansaNet.ee, Tabasalu, A&A Kinnisvara, Rada II, Tamme Auto, Velldoris, Orbiit, Lootos, Rada, Elva, Nõmme United, Koeru, Navi, Kristiine, FCF Järva-Jaani.

## Vòng 1/32
| Ngày thi đấu                                                                    | Đội nhà           | Tỉ số           | Đội khách        |
| ------------------------------------------------------------------------------- | ----------------- | --------------- | ---------------- |
| —‡                                                                              | Lootus            | đi tiếp         | Navi             |
| Aug 4                                                                           | Kose              | 0–8             | Kuressaare       |
| Aug 5                                                                           | Soccernet         | 1–3             | Olympic          |
| Aug 5                                                                           | Tulevik           | 5–1             | Esteve           |
| Aug 5                                                                           | Elva II           | 0–9             | Trans            |
| Aug 5                                                                           | Kalev Sillamäe    | đi tiếp         | Keskerakond      |
| Aug 5                                                                           | Kalev Tallinn     | 3–1             | aaMeraaS         |
| Aug 5                                                                           | Warrior           | 8–3             | Elva             |
| Aug 5                                                                           | Flora Järva-Jaani | 0–2             | Flora Tallinn II |
| Aug 5                                                                           | Ajax Lasnamäe     | đi tiếp         | Hell Hunt        |
| Aug 5                                                                           | Kalev Sillamäe II | 1–0             | Flora Rakvere    |
| Aug 5                                                                           | Fauna             | 0–10            | Tamme Auto       |
| Aug 5                                                                           | Metec             | 1–5             | Võru             |
| Aug 5                                                                           | Koeru             | 4–0             | Igiliikur        |
| Aug 5                                                                           | Lootos            | 5–1             | Noorus 96        |
| Aug 5                                                                           | Kalju III         | 0–3             | Tammeka          |
| Aug 5                                                                           | Kristiine         | 1–2             | Tabasalu         |
| Aug 11                                                                          | Quattromed        | 1–3             | Atletik          |
| Aug 11                                                                          | Alko              | 0–3             | Levadia          |
| Aug 11                                                                          | Kalju II          | 10–1            | Püsivus          |
| Aug 11                                                                          | HansaNet.ee       | đi tiếp         | Keskerakond II   |
| Aug 13                                                                          | A&A Kinnisvara    | 2–7             | Orbiit           |
| Aug 19                                                                          | Sörve             | 0–1             | Maaülikool       |
| Aug 19                                                                          | Ganvix            | 3–0             | Velldoris        |
| Aug 19                                                                          | Haiba             | 2–1             | Rada             |
| Aug 25                                                                          | Rada II           | 0–9             | Flora Tallinn    |
| Aug 25                                                                          | Kalju             | 6–0             | Kotkad           |
| Aug 25                                                                          | Paide             | 2–3             | Otepää           |
| Aug 25                                                                          | Toompea           | 3–3 (3–4 ph.đ.) | Nõmme Utd        |
| Aug 26                                                                          | Tulevik II        | 13–0            | Twister          |
| Aug 26                                                                          | Eston Villa       | 4–0             | Aspen            |
| 2 tháng Chín                                                                    | Toompea 1994      | 0–4             | Piraaja          |
| ‡ Navi Vutiselts withdrew from the competition before the dates were announced. |                   |                 |                  |

## Vòng 1/16
| Ngày thi đấu  | Đội nhà           | Tỉ số      | Đội khách        |
| ------------- | ----------------- | ---------- | ---------------- |
| 1 tháng Chín  | Lootos            | 2–5        | Kuressaare       |
| 2 tháng Chín  | Trans             | 13–0       | Haiba            |
| 2 tháng Chín  | Kalev Tallinn     | 8–1        | Koeru            |
| 2 tháng Chín  | Maaülikool        | 0–5        | Flora Tallinn II |
| 2 tháng Chín  | Võru              | đi tiếp    | HansaNet.ee      |
| 2 tháng Chín  | Ajax Lasnamäe     | 0–3        | Lootus           |
| 2 tháng Chín  | Kalju             | 5–0        | Tulevik II       |
| 8 tháng Chín  | Kalev Sillamäe II | 0–5        | Levadia          |
| 8 tháng Chín  | Warrior           | 1–0        | Kalju II         |
| 8 tháng Chín  | Olympic           | 2–3        | Tammeka          |
| 9 tháng Chín  | Orbiit            | 1–3        | Ganvix           |
| 9 tháng Chín  | Atletik           | 2–1 (h.p.) | Eston Villa      |
| 16 tháng Chín | Kalev Sillamäe    | 3–1 (h.p.) | Tulevik          |
| 30 tháng Chín | Nõmme Utd         | 5–2        | Tamme Auto       |
| 30 tháng Chín | Piraaja           | 5–3 (h.p.) | Tabasalu         |
| 6 tháng Mười  | Flora Tallinn     | 4–1        | Otepää           |

## Vòng 1/8
| 6 tháng 10 năm 2009 | Bản mẫu:Fb team Kalju                                            | v        | Bản mẫu:Fb team Kalev | Tallinn                                                                   |  |
| 18:45 EEST (UTC+03) | Sergei Terehhov 3' · Diego Balbinot 59' · Felipe Nunes 88' (pen) | Chi tiết | 2' Rasmus Tomson      | Sân vận động: Hiiu staadion Lượng khán giả: 124 Trọng tài: Roomer Tarajev |  |

| 7 Tháng Mười 2009   | Bản mẫu:Fb team Lootus | v        | Bản mẫu:Fb team Atletik | Kohtla-Järve                                                                         |  |
| 16:00 EEST (UTC+03) | Irfan Ametov 51' · Vitali Bolšakov 57' · Valeri Smelkov 65' (pen) · Sergei Popov 72' · Aleksey Zhukov 77' · Anton Semjonov 82' | Chi tiết |                         | Sân vận động: Ahtme Gümnaasiumi kunstmuru Lượng khán giả: 15 Trọng tài: Raul Kaivoja |  |

| 8 Tháng Mười 2009   | Bản mẫu:Fb team Ganvix                                | v        | Bản mẫu:Fb team Võru                | Türi                                                                   |  |
| 16:00 EEST (UTC+03) | Ergo Eelmäe 11' · Rauno Uus 32' 84' · Kristo Kiik 32' | Chi tiết | 82' Tauno Kikas · 86' Jüri Artemkin | Sân vận động: Linnastaadion Lượng khán giả: 60 Trọng tài: Taavi Tüvist |  |

| 10 Tháng Mười 2009  | Bản mẫu:Fb team SKalev                                          | v        | Bản mẫu:Fb team Piraaja | Sillamäe                                                                |  |
| 12:00 EEST (UTC+03) | Gvidas Grigas 27' · Dmytro Boyko 48' (pen) · Maksim Gruznov 85' | Chi tiết |                         | Sân vận động: Kalevi staadion Lượng khán giả: 80 Trọng tài: Mart Martin |  |

| 28 Tháng Mười 2009 | Bản mẫu:Fb team Flora II | v        | Bản mẫu:Fb team Warrior | Tallinn                                                               |  |
| 18:00 EET (UTC+02) |                          | Chi tiết | 27' Sander Rõivassepp   | Sân vận động: Sportland Arena Lượng khán giả: 46 Trọng tài: Jaan Roos |  |

| 28 Tháng Mười 2009 | Bản mẫu:Fb team Tammeka                                        | v        | Nõmme United | Tartu                                                                     |  |
| 18:45 EET (UTC+02) | Panagiotis Vouis 55', 62' · Reio Laabus 58' · Albert Prosa 70' | Chi tiết |              | Sân vận động: Tamme staadion Lượng khán giả: 100 Trọng tài: Urmo Visnapuu |  |

| 14 Tháng Mười Một 2009 | Bản mẫu:Fb team Trans | v        | Bản mẫu:Fb team Levadia                    | Narva                                                                     |  |
| 13:00 EET (UTC+02)     |                       | Chi tiết | 26' Tarmo Neemelo · 53', 90' Vitali Gussev | Sân vận động: Kreenholmi staadion Lượng khán giả: 40 Trọng tài: Eiko Saar |  |

| 21 Tháng Mười Một 2009 | Bản mẫu:Fb team Kuressaare | v        | Bản mẫu:Fb team Flora                                | Kuressaare                                                              |  |
| 13:00 EET (UTC+02)     |                            | Chi tiết | 8', 81', 83' Oliver Konsa · 63' Vjatšeslav Zahovaiko | Sân vận động: Linnastaadion Lượng khán giả: 60 Trọng tài: Hannes Kaasik |  |

## Tứ kết
| 13 tháng 4 năm 2010 | Bản mẫu:Fb team Flora               | 2 – 0 (h.p.) | Bản mẫu:Fb team Kalju | Tallinn                                                                    |  |
| 18:45 EEST (UTC+03) | Alo Dupikov 105+2' · Siim Luts 109' | Chi tiết     |                       | Sân vận động: Sportland Arena Lượng khán giả: 200 Trọng tài: Hannes Kaasik |  |

| 14 Tháng Tư 2010    | Bản mẫu:Fb team SKalev | 0 – 1    | Bản mẫu:Fb team Levadia | Sillamäe                                                                                 |  |
| 17:30 EEST (UTC+03) |                        | Chi tiết | 19' Andrei Kalimullin   | Sân vận động: Sillamäe Kalevi kunstmuruväljak Lượng khán giả: 220 Trọng tài: Sten Kaldma |  |

| 14 Tháng Tư 2010    | Bản mẫu:Fb team Tammeka                                                        | 4 – 1    | Bản mẫu:Fb team Warrior | Tartu                                                                          |  |
| 18:45 EEST (UTC+03) | Kaarel Kiidron 14' · Martin Haljak 18' · Kaarel Torop 47' · Chris Anderson 73' | Chi tiết | 84' Raiko Karpov        | Sân vận động: Annelinna kunstmuru Lượng khán giả: 130 Trọng tài: Martin Salong |  |

| 14 Tháng Tư 2010    | Bản mẫu:Fb team Lootus                                                                   | 5 – 0    | Bản mẫu:Fb team Ganvix | Kohtla-Järve                                                                         |  |
| 18:45 EEST (UTC+03) | Vassili Kulik 19' · Aleksei Mamontov 61' · Vitali Bolšakov 73' · Andrei Škaleta 83', 90' | Chi tiết |                        | Sân vận động: Ahtme Gümnaasiumi kunstmuru Lượng khán giả: 70 Trọng tài: Ain Karutoom |  |

## Bán kết
| 27 Tháng Tư 2010    | Bản mẫu:Fb team Flora                                                  | 4 – 1    | Bản mẫu:Fb team Tammeka | Tallinn                                                                    |  |
| 18:45 EEST (UTC+03) | Alo Dupikov 15' · Oliver Konsa 33' · Teet Allas 45' · Rauno Alliku 86' | Chi tiết | 45' Albert Prosa        | Sân vận động: Sportland Arena Lượng khán giả: 175 Trọng tài: Kristo Tohver |  |

| 28 Tháng Tư 2010    | Bản mẫu:Fb team Levadia   | 2 – 0 | Bản mẫu:Fb team Lootus | Tallinn                                                        |  |
| 18:45 EEST (UTC+03) | Vladislav Ivanov 19', 33' |       |                        | Sân vận động: Maarjamäe kunstmurustaadion Trọng tài: Jaan Roos |  |

## Chung kết
| 11 tháng 5 năm 2010 | Bản mẫu:Fb team Flora | v        | Bản mẫu:Fb team Levadia                              | Tallinn                                                                          |  |
| 18:45 EEST (UTC+03) |                       | Chi tiết | 33' Andero Pebre · 61' Vitali Leitan · 72' Dmitrijev | Sân vận động: Sân vận động Kadriorg Lượng khán giả: 950 Trọng tài: Margus Kotter |  |